# Тумка
Тумка — река в России, протекает во Владимирской области, в окрестностях Суздаля, частично по границе Владимирской и Ивановской областей.
Длина реки — 15 км, площадь водосборного бассейна — 51,3 км².

## Течение
Исток реки находится около нежилой деревни Тума, на восток от села Шихобалово. Река течёт на восток, юго-восток и юг. Ниже деревни Тума по реке около 3 км проходит граница Владимирской и Ивановской областей. Далее река течёт мимо деревни Григорово. Устье реки находится на восточной окраине села Гавриловское в 1 км по левому берегу реки Уршма, то есть недалеко от впадения Уршмы в Каменку.

## Данные водного реестра
По данным государственного водного реестра России относится к Окскому бассейновому округу, водохозяйственный участок реки — Нерль от истока и до устья, речной подбассейн реки — бассейны притоков Оки от Мокши до впадения в Волгу. Речной бассейн реки — Ока.
Код объекта в государственном водном реестре — 09010300812110000032715.